# Szörényi Örs
Szörényi Örs (1971. március 30. –) táncdalénekes, dalszerző, dobos. Az Illés-együttes zenészének, Szörényi Leventének, és Kovács Zsuzsa színésznőnek a fia, Szörényi Szabolcs unokaöccse.

## Életpályája
Édesapjával először 13 éves korában lépett színpadra. 1990-ben váltotta az Első Emeletből kilépő Szentmihályi Gábort. Az együttes 1991-es feloszlását követően szólópályára lépett.
Amikor az egykori Fonográf együttes tagjai 2004-ben egy koncert erejéig újra összeálltak, Szörényi Örs dobolt, illetve ő játszott ütőhangszeren. A Kisstadionban tartott eseményről a Duna TV filmet is készített, amely később DVD-n is megjelent.
2005-ben két koncertet is tartottak az Illés-együttes 40. születésnapjára: az egyiket Csíkszeredában, a másikat a Sziget Fesztiválon. Ezeken a koncerteken – az elhunyt Pásztory Zoltán helyén – Szörényi Örs dobolt.
Az X-Faktor 100. adásában is együtt szerepelt édesapjával.

### Szólólemezei
| 1994 – Ez az életem (Magneoton) - 01. Ez az életem - 02. Szívemben még... - 03. Várakozás - 04. Ez a hang - 05. Az óra lejárt - 06. Gyerünk, játsszunk! - 07. Várd a változást - 08. Légy velem - 09. Elmúlás - 10. Kérlek, felejts el! - Közreműködők: Galamb (zongora, billentyűs hangszerek, vokál), Piri Béla (basszusgitár), Vámos Zsolt (gitár), Kató Zoltán (szaxofon), Galgóczi Balázs (akusztikus gitár), Budai Edit (oboa), Juhász Terézia (cselló), Szőnyiné Velősy Márta (hegedű), Kovács Attila (brácsa), Csejtei Ákos (szaxofon), Schrek Ferenc (pozan), Fekete Kovács Kornél (trombita) | 1996 – Percemberek (Magneoton) - 01. Hidd, még eljön a napfény - 02. Percemberek - 03. Cseppenként a mérget - 04. Ha más vagy - 05. Ragyogj rám - 06. Az éjszakáim színpadán - 07. Égek - 08. Nem vagyok szám - 09. Ahogy érzed - 10. Széttört a szép varázs - Közreműködők: Galamb (billentyűs hangszerek, vokál), Piri Béla (basszusgitár), Vámos Zsolt (gitárok), Csejtei Ákos (szaxofonok), Czerkovszky Henriett (ének, vokál), Barabás Tamás (fretless, basszusgitár), Hauber Zsolt (zeneszerző), Adamis Anna (szövegíró) |